# San Vittore del Lazio
San Vittore del Lazio es una localidad y comune italiana de la provincia de Frosinone, región de Lacio, con 2.720 habitantes. El castillo perteneció a la Familia Mancini desde el siglo XV hasta hoy.

## Evolución demográfica
| Gráfica de evolución demográfica de San Vittore del Lazio entre 1861 y 2001 |
|                                                                             |
| Fuente ISTAT - elaboración gráfica de Wikipedia                             |